# Фаджин, Федерико
Федерико Фаджин (англ. Federico Faggin; 1 декабря 1941, Виченца, Италия) — итальянский физик и электротехник. Один из изобретателей микропроцессора. Изобрёл технологию кремниевого затвора, на основании которой Intel начала производить микросхемы. Фаджин возглавлял проект 4004 (MCS-4) и группу разработчиков первые пять лет микропроцессорных разработок Intel.

## Биография
Федерико Фаджин родился в Виченце, Италия. Окончил с красным дипломом физический факультет Университета Падуи.
В 19 лет, после окончания Высшей технической школы Алессандро Росси в Венеции, Фаджин поступил на работу в компанию Olivetti, где участвовал в разработке и внедрении микрокомпьютера. После окончания университета работал в SGS Fairchild (сейчас STMicroelectronics) в Аграте-Брианце, где разработал первую МОП-структуру. В 1968 году переехал в США, в Пало-Альто, и устроился на работу в Fairchild Semiconductor, где разработал технологию создания кремниевых МОП-структур с самосовмещённым затвором — основу всех современных компьютерных КМОП-микросхем. Во время работы в Fairchild Фаджин также выпустил первую коммерческую интегральную микросхему, изготовленную по технологии МОП с кремниевым самосовмещённым затвором, Fairchild 3708.
С 1970 года работает в Intel, где ещё в 1969-м Тед Хофф со Стэнли Мазором и заказчиком Масатоси Симой сформулировали новую архитектуру для семейства калькуляторов компании Busicom. Фаджин был нанят в качестве руководителя проекта для реализации такой архитектуры. Он создал новую методологию для разработки микросхем с произвольной логикой с помощью так называемого кремниевого затвора и применил несколько нововведений в проектировании, которые позволили собрать микропроцессор в одной микросхеме. Он также разработал проект микросхемы и логики вместе с набором микросхем 4004 семейства (MCS-4). Он построил прибор, чтобы доказать, что 4004 может быть использована для приложений, отличных от калькуляторов, и успешно перевёл первый микропроцессор в самостоятельный продукт (1970—1971). Во время разработки проекта ему помогали только Масатоси Сима, приехавший из Японии, чтобы проверить ход работ, и оставшийся помочь, и несколько техников. Фаджин также убедил Роберта Нойса провести переговоры об исключительных правах на 4004 для того, чтобы открыть продажи 4004, который первоначально был разработан исключительно для Busicom.

## Награды
- Премия Маркони (1988)
- Великий офицер ордена «За заслуги перед Итальянской Республикой» (8 июня 1988 года)[4]
- Премия Уоллеса Макдауэлла (1994)
- Премия Киото (1997)
- Национальная медаль США в области технологий и инноваций (2009), высшая награда США за достижения, связанные с техническим прогрессом.
- Большой крест ордена «За заслуги перед Итальянской Республикой» (27 ноября 2019 года)[5]